# Zyrinx
Zyrinx fue una desarrolladora de videojuegos fundada en 1992 en Copenhague, Dinamarca.
El primer juego desarrollado por Zyrinx fue Subterrania para la Mega Drive de Sega. Durante el desarrollo el equipo se trasladó a Boston. Más tarde, el equipo desarrolló los juegos Red Zone y Scorcher. La tecnología de renderización 3D Zyrinx fue mostrada en un video promocional de Sega 32X. El equipo se disolvió en 1998 porque su editora Scavenger quebró.
En 1998, el equipo Zyrinx volvió a formarse bajo el nombre de Reto-Moto y llegó a crear IO Interactive y la serie de juegos de Hitman. En abril de 2008, el equipo de Reto-Moto anunció que se había reformado la empresa y que estaban trabajando en juegos orientados a multijugador.
Un hecho interesante acerca de la compañía es que estaba compuesta exclusivamente por personas que habían participado activamente en la demoscene del Amiga a finales de 1980 y principios de 1990, incluyendo el compositor Jesper Kyd.